# Künstlerkolonie Schreiberhau

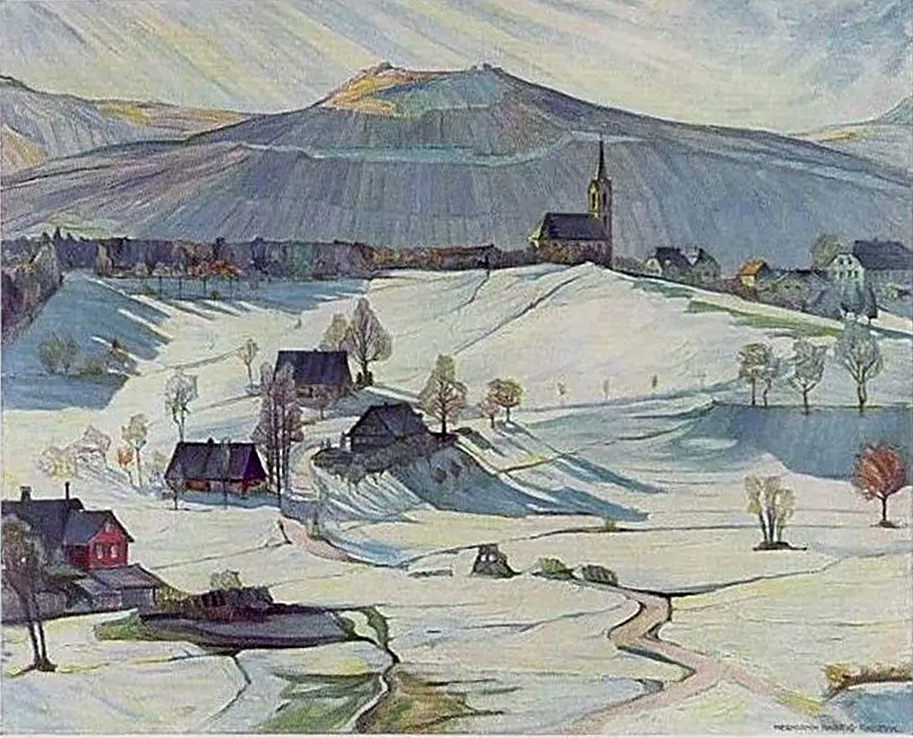
H. Radzig-Radzyk: Der Kirchberg in Schreiberhau mit dem Reifträger, im Vordergrund das Tal der sieben Häuser

Die Künstlerkolonie Schreiberhau (polnisch Kolonia artystów w Szklarskiej Porębie) in Schreiberhau, Landkreis Hirschberg, Provinz Schlesien (seit 1945 Szklarska Poręba in der Woiwodschaft Niederschlesien, Polen) ging aus dem Kreis der Intellektuellen um die Brüder Carl Hauptmann und Gerhart Hauptmann hervor, die sich 1890 in Schreiberhau niedergelassen hatten. Ihr Haus wurde zu einer Begegnungsstätte für zahlreiche Schriftsteller und Maler. Die eigentliche Künstlerkolonie im „Tal der sieben Häuser“ entstand um 1900, als sich zahlreiche Künstler hier ansiedelten.

## Geschichte
Das Interesse der Künstler am Riesengebirge hatte bereits in der Zeit des Klassizismus eingesetzt, als Künstler wie Christoph Nathe (1753–1806) und Sebastian Carl Christoph Reinhardt (1738–1827) ihre Ansichten in kolorierten Stichen vorlegten. Unter den Malern des 19. Jahrhunderts waren insbesondere die Maler der Romantik Caspar David Friedrich (1774–1840), Carl Gustav Carus (1789–1869), Johan Christian Clausen Dahl (1788–1857) und Ludwig Richter (1803–1884) von der Landschaft fasziniert.
Die Riesengebirgs-Ansichten der spätromantischen Landschaftsmaler Adelbert Wölfl (1823–1896), Albrecht Bräuer (1830–1897) und Adolf Dressler (1833–1881), der ab 1867 als Freilichtmaler im Hirschberger Tal wirkte und als Begründer der Schlesischen Landschaftsmalerei gilt, sind meist im Stil einer Paysage intime gehalten.

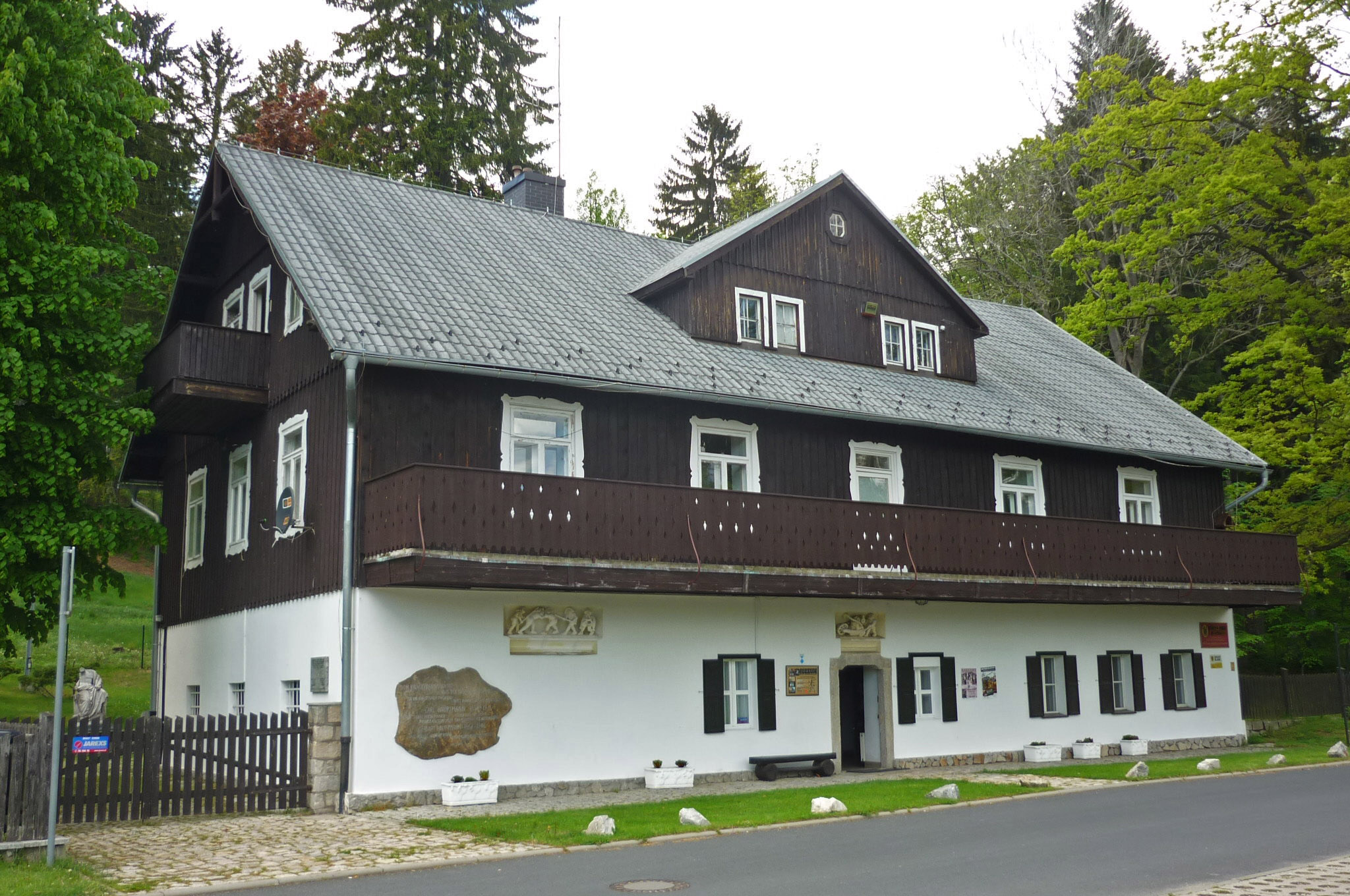
Ehemaliges Wohnhaus der Brüder Carl und Gerhart Hauptmann in Schreiberhau

Am Ende des 19. Jahrhunderts entwickelte sich in Schreiberhau eine Künstlerkolonie. Im Jahr 1890 beschlossen die beiden Brüder Carl Hauptmann (1858–1921) und Gerhart Hauptmann (1862–1946), in Schreiberhau zu wohnen und wählten ein altes Bauernhaus (heute Museum Carl-und-Gerhart-Hauptmann-Haus) im Ortsteil „Tal der sieben Häuser“ (poln. Dolina Siedmiu Domów) zum Ort ihrer kreativen Arbeit. Das Haus der Hauptmanns zog viele Künstler an, darunter auch die Schriftsteller Wilhelm Bölsche (1861–1939), Bruno Wille (1860–1928), den Soziologen Werner Sombart (1863–1941), die Maler Hermann Hendrich (1854–1931) und Fritz Rumpf (1856–1927) und den Bildhauer Franz Metzner (1870–1919).
Im Hause wohnten u. a. Otto Mueller (1874–1930), Max Wislicenus (1861–1957) und Fritz Erler (1868–1940), Professoren an der „Königlichen Kunst- und Kunstgewerbeschule“ in Breslau sowie Paula Modersohn-Becker (1876–1907) und Otto Modersohn (1885–1943) von der Künstlerkolonie Worpswede. Häufiger Gast war aber auch die Komponistin und Pianistin Anna Teichmüller (1861–1940), die zahlreiche Gedichte und Sonette Carl Hauptmanns vertonte.
Um 1900 ließen sich viele Maler und Schriftsteller sowie die Musikerin Anna Teichmüller in Mittel-Schreiberhau im Tal der sieben Häuser nieder und das Haus der Hauptmann-Brüder wurde zum Treffpunkt und zur Begegnungsstätte dieser örtlichen Künstlerkolonie. Sie einte vor allem die Liebe zur Natur, zu den Bergen und Landschaften und zum Landleben im Riesengebirge.
Bei den in Schreiberhau und Umgebung ansässigen Künstlern war in ihren Werken kein einheitlicher Stil erkennbar, sie betonten ihre künstlerische Freiheit zwischen Jugendstil und Expressionismus, Neoromantik und Heimatkunst. Die Künstlerkolonie wurde erstmals im Schreiberhauer Wochenblatt vom 8. August 1906 erwähnt, obwohl sie damals schon einige Jahre existierte.
Nachdem Gerhart Hauptmann 1901 Schreiberhau verlassen und sein „Haus Wiesenstein“ im benachbarten Agnetendorf bezogen hatte, blieb Carl Hauptmann der Mittelpunkt der Künstlerkolonie.

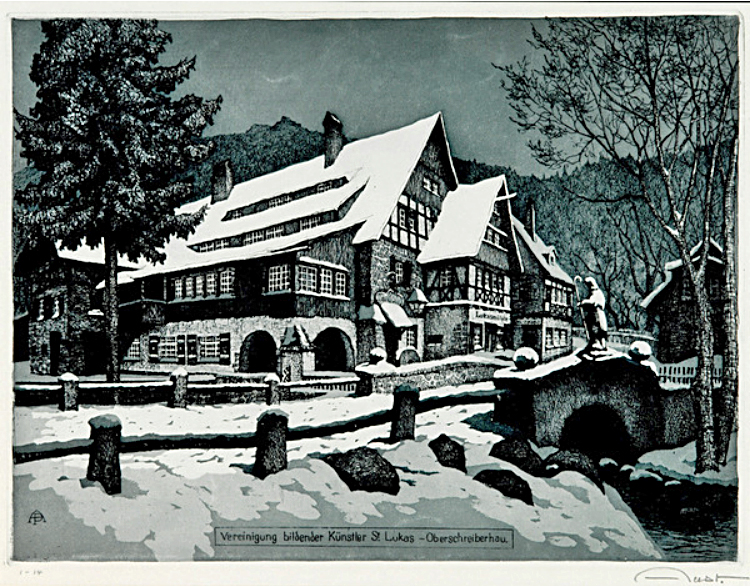
Die Lukasmühle – Gründungsort er Künstlervereinigung St. Lukas

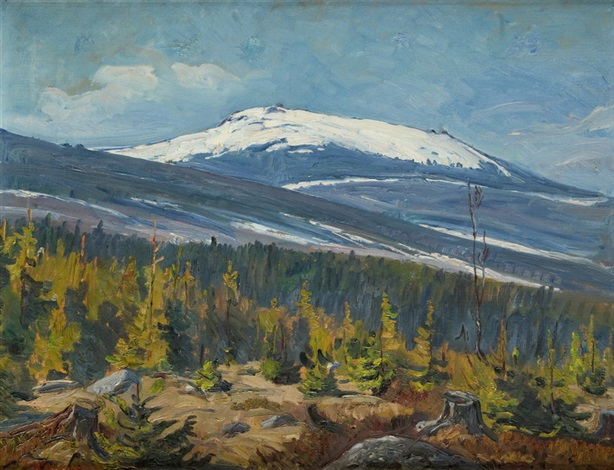
Georg Wichmann: Blick zum Reifträger (1923)

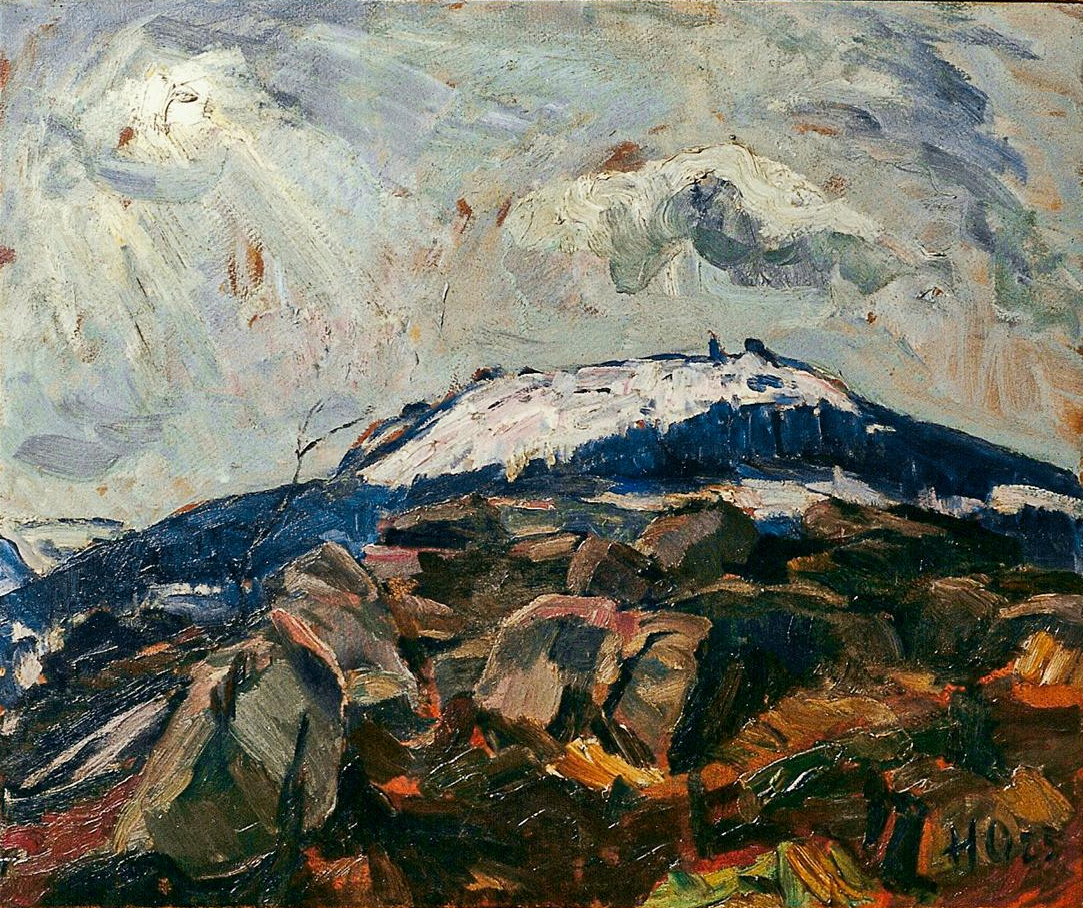
Hans Emil Oberländer: Reifträger (1925)

Nach dem Ersten Weltkrieg hatten sich die Landschaftsmaler Alfred Nickisch (1872–1948), Hans Emil Oberländer (1885–1944), Georg Wichmann (1876–1944), Paul Aust (1866–1934), Franz von Jackowski (1885–1974) und der Glasdesigner Alexander Pfohl (1894–1953) dauerhaft in Schreiberhau und Umgebung niedergelassen. Zusammen mit den Malern Arnold Busch (1876–1951), Arthur Wasner (1887–1939), Hans Zimbal (1889–1961), Fritz Rumpf (1856–1927) und Werner Fechner (1892–1973) und dem Bildhauer Cirillo Dell’Antonio (1876–1971) gründeten diese im Sommer 1922 die Künstlervereinigung St. Lukas in Schreiberhau.
Angeregt wurde die Bildung dieses Vereins, in dem 14 Maler und 2 Bildhauer Mitglied waren, durch den erblindeten Künstler Hanns Fechner (1860–1931). Zunächst planten die Künstler in der ehemaligen Sägemühle, die in „Lukasmühle“ umbenannt wurde (heute Restaurant „Złota Jama“, ul. 1 Maja 16 ), eine Art Bruderschaft bzw. künstlerische Kommune zu gründen. Sie waren von der Riesengebirgslandschaft verzaubert und wollten zusammen leben und gemeinsam ihre Werke schaffen und ausstellen. Diese Idee konnte aber auf Grund finanzieller Probleme und der hohen Nachkriegsinflation nicht umgesetzt werden. Die Künstler der „Vereinigung bildender Künstler St. Lukas“ A. Nickisch, F. Jackowski, C. del'Antonio und W. Oltmanns zeigt ein Foto aus den 1920er Jahren.
Ziel des Vereins war die Pflege der einheimischen schlesischen Volkskunst und die Unterstützung von Künstlern, die im Riesengebirge tätig waren.
Der Maler Hermann Radzig-Radzyk (1879-um 1945) hat in den 1920er Jahren ebenfalls Bilder in Schreiberhau gemalt, vermutlich gehörte er zeitweilig auch zur Künstlervereinigung.
Im Jahr 1935 wurde den herausragendsten Mitgliedern der Künstlerkolonie Hermann Stehr (1864–1940), Wilhelm Bölsche und Hermann Hendrich von der Gemeindeverwaltung der Titel „Ehrenbürger von Schreiberhau“ verliehen. Einige örtliche Straßen wurden nach den Künstlern Carl Hauptmann (jetzt ul. Obrońców Pokoju), Wilhelm Bölsche (jetzt ul. Siedmiórki, jetzt ul. Wlastimil Hofman), Hermann Hendrich (jetzt ul. Muzealna), Hanns Fechner (jetzt ul. Dolna) und Hermann Stehr (jetzt ul. 1 Maja) benannt. Nach Wilhelm Bölsche wurde die Touristenstraße („Stara Droga“) im Ortsteil Marienthal (Marysin) benannt. Das Andenken an die in Schreiberhau wohnenden Künstler, insbesondere an die Gründer der Künstlerkolonie Hanns Fechner und Carl Hauptmann, wurde besonders gepflegt.
Der Lebensunterhalt war für die Künstler nicht einfach, oft mussten sie nach zusätzlichen Einnahmequellen suchen, lebten „auf Kredit“ und litten unter Armut, insbesondere während der Hyperinflation 1923 und in der Wirtschaftskrise Anfang der 1930er Jahre.
Das künstlerische Milieu von Schreiberhau war weltanschaulich und ideologisch nicht einheitlich. Die Künstler waren durch erhebliche politische Meinungsunterschiede gespalten. Einige von ihnen, wie H. Stehr, A. Ressel und zeitweise auch W. Bölsche, waren Anhänger des Nationalsozialismus, während andere, wie W. Fechner, W. Oltmanns, M. Uhlig und H. v. Hülsen diese Ideologie ablehnten. Letztere waren vom Verbot öffentlicher Gemäldeausstellungen durch das NS-Regime betroffen.
Die „Vereinigung bildender Künstler St. Lukas“ bestand in Schreiberhau bis zum Jahr 1944.

### Ausstellungen der Künstlervereinigung St. Lukas
Die erste Ausstellung der „Künstlervereinigung St. Lukas“ fand bereits im Oktober 1922 in der Lukasmühle statt, aber unter schlechten räumlichen Bedingungen. Gezeigt wurden Arbeiten von Paul Aust, Hans Oberländer, Alfred Nickisch, Georg Wichmann, Franz von Jackowski, Hanns Fechner und Cirillo Dell’Antonio. Die Ausstellung stand im Zeichen des Impressionismus in der Berglandschafts-Malerei und bezog sich vor allem auf die Tradition der Breslauer Landschaftsschule von Carl Ernst Morgenstern.
In späteren Jahren kamen unter anderem Herbert Martin Hübner (1902–1991), Friedrich Iwan (1889–1967), Artur Ressel (1896–1966) und Michael Uhlig hinzu.
Die weiteren Ausstellungen fanden alle in der Lukasmühle statt. Lediglich die Ausstellung im Jahr 1931 wurde in einem helleren und größeren Saal im heute nicht mehr existierenden Hotel „Zum Zackenfall“ in der ul. Franciszkańska  durchgeführt.
Die letzte Ausstellung der Künstlervereinigung fand 1932 zum 10. Jahrestag der Gründung mit Werken von Alfred Nickisch statt.

### Nach 1945
Nach dem Kriegsende 1945 wurden die deutschen Künstler und Schriftsteller – soweit sie nicht schon vorher geflohen waren – aus Schreiberhau vertrieben. Damit war die Künstlerkolonie Schreiberhau zu Ende und es kamen neue Bewohner ins Tal. Von 1947 bis 1970 lebte der polnische Maler Wlastimil Hofman (1881–1970) hier in Szklarska Poręba.
Nach der Politischen Wende von 1989 wurde das Carl-und-Gerhart-Hauptmann-Haus (Dom Carla i Gerharta Hauptmannów) zu einem öffentlichen Museum umgebaut. Es ist eine Zweigstelle des Muzeum Karkonoskie in Jelenia Góra (Hirschberg).

## Die Künstlerkolonie (1900 bis 1944)

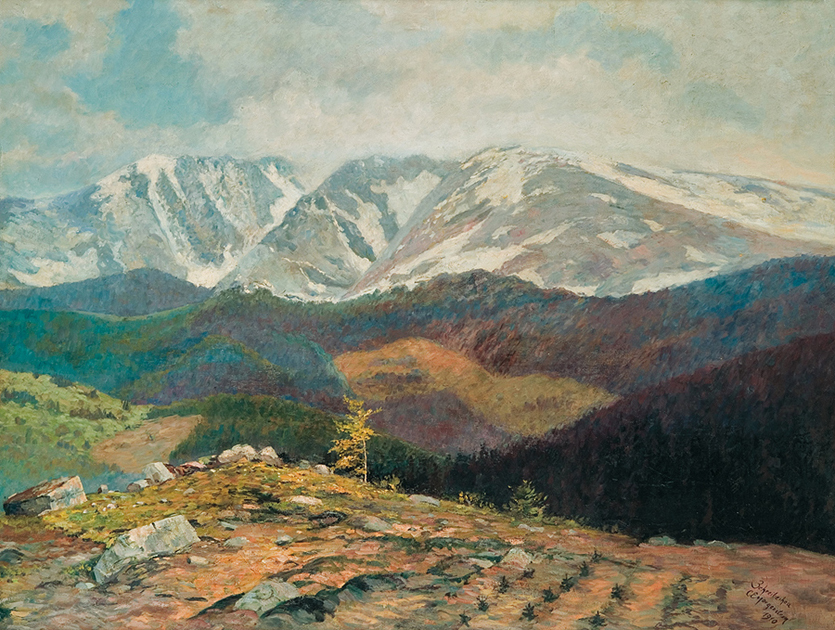
Carl Ernst Morgenstern: Schneegruben und Veilchenspitze (1910 in Schreiberhau entstanden)

Paul Aust: Die Schneekoppe vom Großen Teich

Zur älteren Gruppe von Landschaftsmalern, die noch vor dem Ersten Weltkrieg nach Schreiberhau gekommen war, gehörte Carl Ernst Morgenstern (1847–1928), der sich der Freilichtmalerei verschrieben hatte. Er ist insbesondere durch seine „Künstlerpostkarten“ bekannt geworden. Viele der späteren Schreiberhauer Maler waren seine Schüler. Zu diesem Kreis gehörten auch Alfred Nickisch, Georg Wichmann und Franz von Jackowski. Die Bilder von Hans Oberländer markieren den Übergang zum Expressionismus.
Zu den jüngeren Schreiberhauer Künstlern gehören die Maler Herbert Martin Hübner (1902–1991) und Willi Oltmanns (1905–1979), die unter dem Eindruck von Ernst-Ludwig Kirchner und Otto Mueller standen. Der Bauhausschüler Werner Fechner war nach dem Tod seines Vaters Hanns Fechner 1931 nach Schreiberhau gekommen, sein Vorbild war Lyonel Feininger. Michael Uhlig (1896–1966) näherte sich der abstrakten Malerei an, während Alexander Pfohl das Dekorative betonte. Mehr zum Surrealismus neigte der Maler Artur Ressel (1896–1966). Der Graphiker Erich Fuchs (1890–1983), der Maler Paul Aust (1866–1934) und der Bildhauer Cirillo Dell’Antonio von der Holzschnitzschule Bad Warmbrunn gehörten ebenfalls zur Künstlerkolonie. Der Expressionist Otto Mueller war auch bei Gerhart Hauptmann im „Haus Wiesenstein“ in Agnetendorf zu Gast.
Der Zusammenhalt der ansässigen 14 Maler und zwei Bildhauer wurde durch den erblindeten Künstler Hanns Fechner hergestellt, der 1922 die Gründung der „Vereinigung bildender Künstler St. Lukas“ initiiert hatte.
Hauptmann und sein Kreis hatte auf die Künstler in Schreiberhau einen starken Einfluss, so z. B. auf Hermann Hendrich und seinen „Rübezahl-Wotan-Zyklus“ in der Sagenhalle, der die jüngere Generation aber damit nicht mehr beeindrucken konnte.

### Bewohner der ehemaligen Künstlerkolonie Schreiberhau
Oberhalb des Tals der Sieben Häuser in der Nähe des Carl-und-Gerhart-Hauptmann-Hauses, ul. 11 Listopada 23  und des Bahnhofs Mittel-Schreiberhau, jetzt ul. Muzealna, entstanden am Anfang des 20. Jahrhunderts zahlreiche Villen, die als Sommerhäuser von Persönlichkeiten des kulturellen und wissenschaftlichen Lebens (Hermann Hendrich, Werner Sombart, Alfred Koeppen, Bruno Wille, Felix Deutsch oder Georg Reicke) genutzt wurden.
Eine zeitgenössische Beschreibung der Künstlerkolonie liegt von Hannah Fechner (1865–1934) vor. Darin sind auch zahlreiche Holz-Skulpturen der Künstler abgebildet, die der Holzbildhauer Cirillo Dell’Antonio geschaffen hat.
Der Maler Hermann Hendrich lebte von Mai bis Oktober in dem 1899 vom Architekten Paul Engler (1875–1954) entworfenen Sommerhaus, Am Bahnhof, jetzt ul. Muzealna 5.
Der Arzt und Schriftsteller Wilhelm Bölsche siedelte 1918 dauerhaft nach Schreiberhau über, wo er viele Jahre in der „Villa Carmen“ in Ober-Schreiberhau. Um 1930 zog er dann ins Hendrich-Haus und in den späten 1930er Jahren wohnte er in der sog. Turmvilla in der Winklerstraße 736, jetzt ul. 1 Maja 33 .
Bruno Wille lebte ebenfalls im Hendrich-Haus, ul. Muzealna 5, heute Haus „Radość“. Unmittelbar daneben hatte Hermann Hendrich unter konzeptioneller Beteiligung von Bruno Wille 1904 seine „Sagenhalle“ (poln. Hala Baśni) errichten lassen, eine hölzerne Ausstellungshalle mit acht Monumentalgemälden zur Legende vom Berggeist Rübezahl.

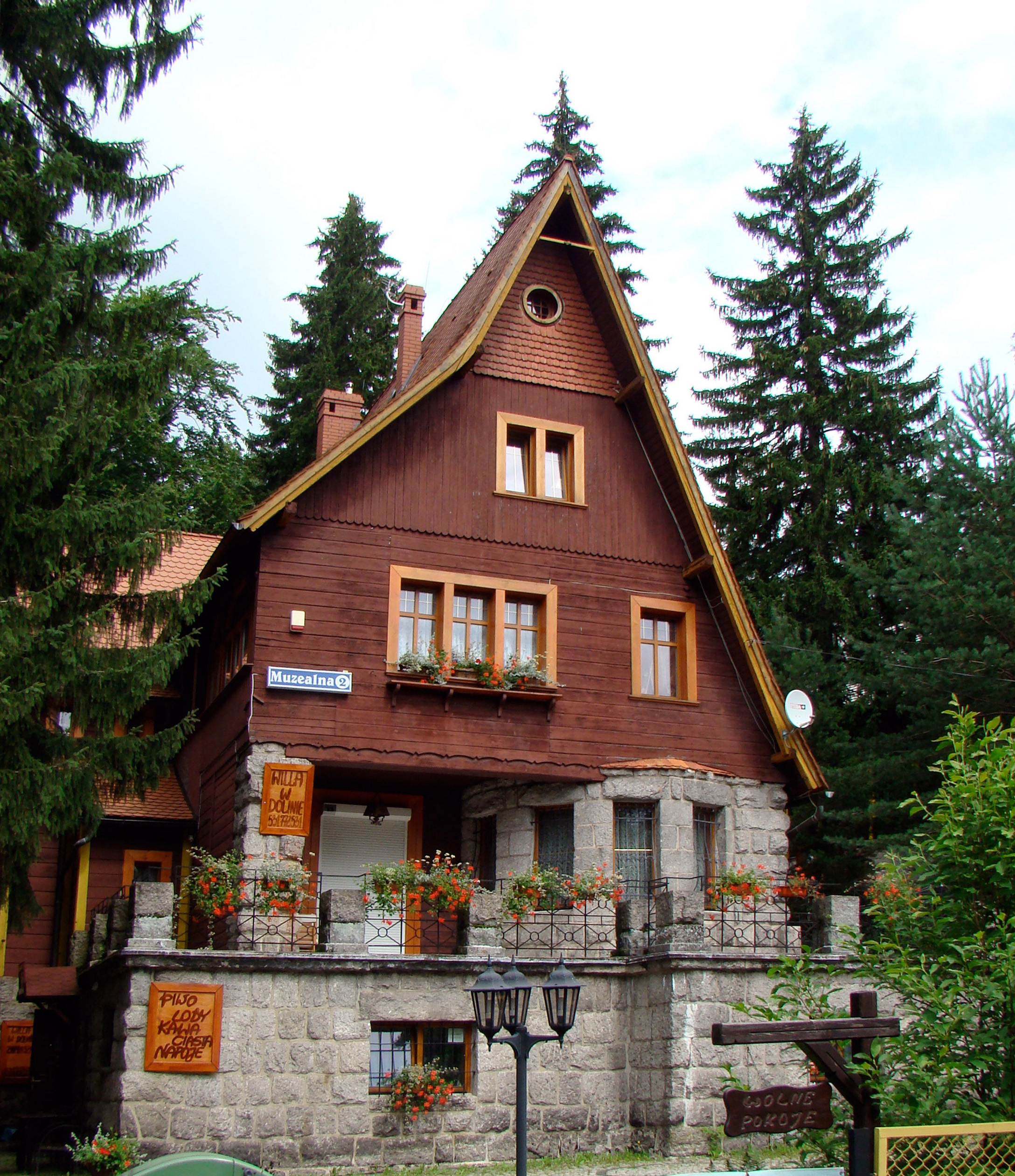
Haus Dr. Koeppen in Schreiberhau

Der Kunsthistoriker Alfred Koeppen (1869–1940) wohnte im 1907 nach einem Entwurf von Bruno Möhring (1863–1929) erbauten Haus, Am Bahnhof, jetzt ul. Muzealna 2 .
In der Villa „Haus im Felderbusch“ mit großem Park, Am Bahnhof, jetzt ul. Muzealna 3 (jetzt Villa „Polny krzew“ ) aus dem Jahr 1909, die Martha Hauptmann, geb. Thienemann, (1862–1939), der ersten Frau von Carl Hauptmann gehört hatte, trafen sich lokale Künstler und Schriftsteller zum „Donnerstagstee“.
Im Fachwerkhaus (1907) Am Bahnhof, jetzt ul. Muzealna 7  wohnte Georg Reicke (1863–1923), ein ehemaliger Bürgermeister von Berlin. Gleich gegenüber in der Villa ul. M. Kopernika wohnte Felix Deutsch (1858–1928), ein Mitbegründer und damaliger Vorstand des AEG-Konzerns. Ab 1917 wohnte Alfred Nickisch mit seiner Familie in einem Landhaus in Schreiberhau, ul. H. Kołłątaja 14 .
Der Schriftsteller John Henry Mackay (1864–1933) wohnte im Landhaus (jetzt Haus Wolność) ul. W. Hofmana 17 , das ab 1925 vom Schriftsteller Hans von Hülsen (1890–1968) bewohnt wurde.
Der Schriftsteller Hermann Stehr wohnte in Schreiberhau im Faberhaus und ab 1927 in der Villa, ul. B. Prusa 4 , in der Nähe der Lukasmühle.
Der Ökonom Werner Sombart, der sich auch mit Literatur und Malerei beschäftigte, wohnte ab 1909 in der Villa ul. Bukowy Gaj 2. Auch die Malerin und Kunstweberin Wanda Bibrowicz (1878–1954) hat von 1911 bis 1919 in Schreiberhau gewohnt und dort die Schlesische Werkstätte für Kunstweberei betrieben.
Der Maler Georg Wichmann wohnte im OT Marienthal in der Nähe der Lukasmühle, nach 1945 ul. Paderewskiego 5 .
Franz von Jackowski wohnte ab 1920 in Schreiberhau im Friedrichsweg 22, jetzt ul. Turystyczna 22 .
Die Kunstliebhaber und Sammler Johann Guthmann (1876–1955) und Johannes Zimmermann (1875–1947) lebten ab 1921 in der monumentalen Villa am Ober-Weg, jetzt ul. Górna 4  (jetzt Haus Zakręt, ehem. mit Wetterfahne von Max Slevogt).
Der später erblindete Maler Hanns Fechner wohnte im Landhaus (genannt Haus „Hegal“), Fechner-Weg, jetzt ul. Dolna 11 . Er war der Gründer des „Schlesischen Bundes für Heimatspiele“ und des Festivals „Johanniswoche“. Seine Frau Hannah Fechner, geb. Riehm, wirkte ursprünglich in einer katholischen Missionsstation in Indien. Ihr Sohn, der Maler Werner Fechner ließ um 1924 auf dem benachbarten Grundstück am Fechner-Weg, jetzt ul. Dolna 13  ein modernes Haus im Bauhausstil errichten.
Der Bildhauer Franz Metzner (1870–1919) wohnte im Bauernhaus am Ober-Weg, jetzt ul. Górna 10 .
Um 1900 ließ sich der Antiquar Olly Oltmanns um 1900 ein Haus am Fechner-Weg, jetzt ul. Dolna 7  erbauen. Dessen Bruder, der Maler Willi Oltmanns lebte ab 1930 im Haus ul. 11 Listopada 8 .
Oberhalb im Haus ul. 11 Listopada 21 wohnte der Arzt Paul Ripke, der Freund und Hausarzt der Familie von Carl Hauptmann.
Der Maler und Grafiker Friedrich Iwan lebte von 1924 bis 1946 in Hirschberg im OT Cunnersdorf, in der Goethestraße 3, jetzt ul. Żeromskiego 3 .
Die Künstler und Schriftsteller der Künstlerkolonie Carl Hauptmann und seine geschiedene Frau Martha Hauptmann, Wilhelm Bölsche und seine Ehefrau Johanna Bölsche, Hanns Fechner und seine Ehefrau Hannah Fechner, Georg Wichmann und Hans Oberländer wurden auf dem evangelischen Friedhof in Nieder-Schreiberhau beigesetzt.

### Sagenhalle und Hendrich-Haus

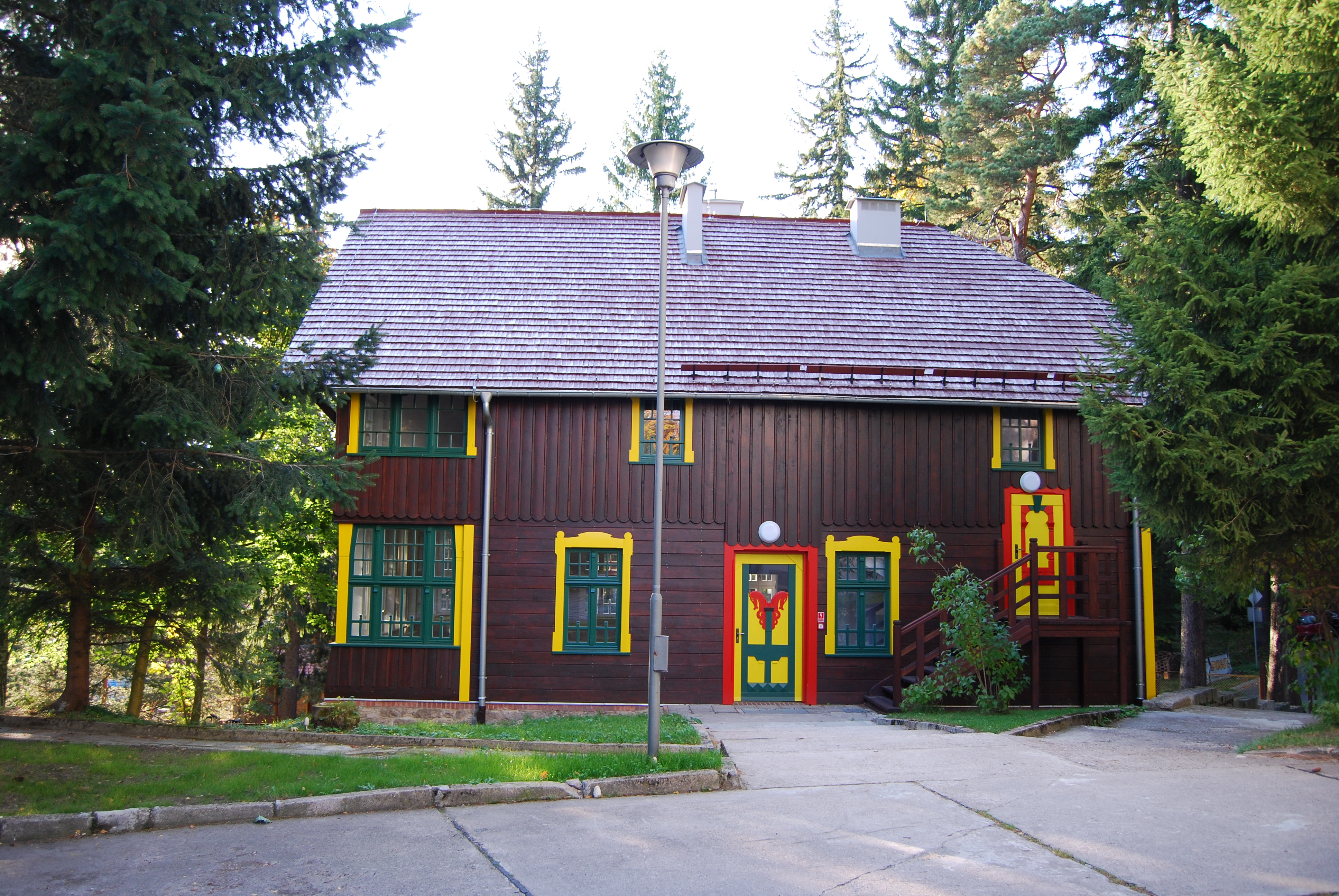
Das ehem. Hendrich-Haus in Mittelschreiberhau, ul. Muzealna 5

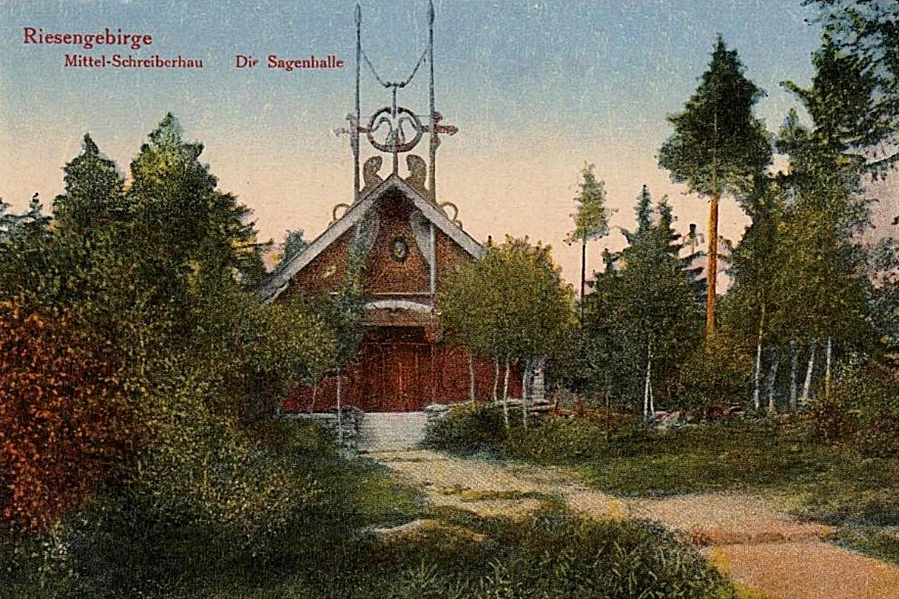
Die ehem. Sagenhalle in Mittelschreiberhau, ul. Muzealna

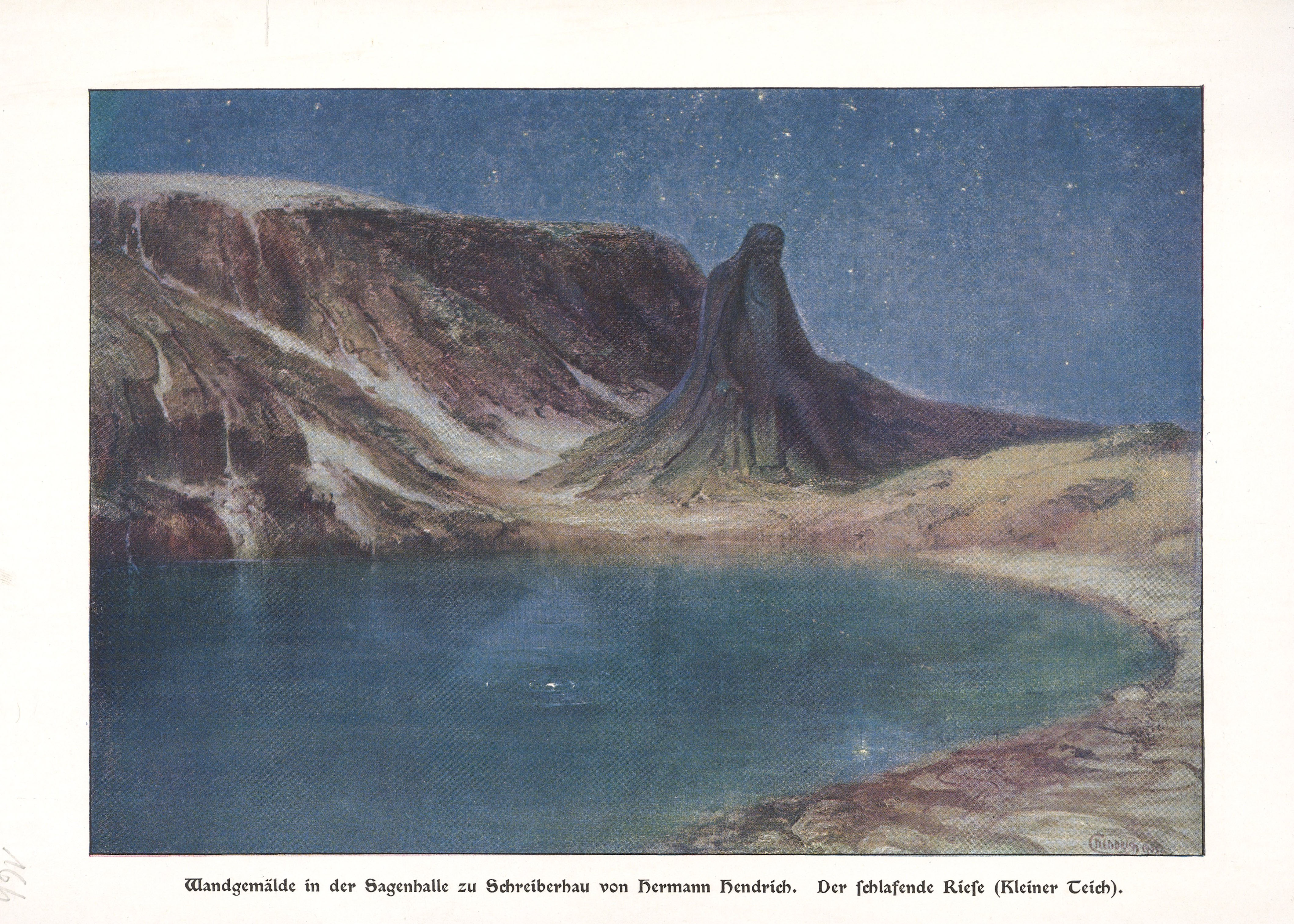
Gemälde Der schlafende Riese (Kleiner Teich) aus der Sagenhalle

Hermann Hendrich hatte sein Wohnhaus, das sogenannte „Hendrich-Haus“, in der Straße An Bahnhof, jetzt ul. Muzealna 5 , erbauen lassen (im sogenannten „Nordischen Riesengebirgs-Jugendstil“).
Gleich daneben hat Hendrich unter konzeptioneller Beteiligung von Bruno Wille 1902/03 eine hölzerne Ausstellungshalle errichtet, die sogenannte „Sagenhalle“ (poln. Hala Baśni ) nach einem Entwurf von Paul Engler (1875–?). Im sogenannten „Märchensaal“ wurden acht Monumentalgemälde von Hendrich zur Legende vom Berggeist Rübezahl präsentiert, den der Künstler als Personifizierung der Naturgewalten verstand: 1. Rübezahls Garten, 2. Die Frühlingsgöttin, 3. Die Riesenburg oder Rübezahls Schloss, 4. Der Wolkenschatten oder Hohes Rad (Wielki Szyszak), 5. Der Donnergott oder Schneegruben (Śnieżne Kotły), 6. Der schlafende Riese oder Kleiner Teich (Mały Staw), 7. Die Nebelfrauen oder Zackelfall (Wodospad Kamieńczyk) und 8. Der Wolkenwanderer oder Gebirgskamm (Górska grań).
Der Märchensaal war auch ein Treffpunkt der örtlichen Künstlerkolonie und zur Präsentation ihrer Werke. Im Vorraum der Halle befand sich eine überlebensgroße Rübezahl-Holzskulptur, die von Hugo Schuchardt nach einem Gemälde von Moritz von Schwind (1804–1871) gestaltet worden war.
Nach 1947 wurde die Sagenhalle, einschl. der Rübezahl-Gemälde, zerstört, weil die neuen Bewohner kein Interesse an diesen deutschen Legenden hatte.
Am Anfang der 1950er Jahre wurden die Sammlungen des Museums, das seit 1936 im ehemaligen Haus von Carl und Gerhart Hauptmann in Mittel-Scheiberhau untergebracht war, ausgelagert. Um 1970 wurde auf dem Platz der ehemaligen Sagenhalle ein Schulungs- und Freizeitzentrum der Breslauer Universität, das Haus „Radość“ erbaut. Das Archiv des Naturkunde- und Geologie-Museums des Riesen- und Isergebirges, das Wilhelm Bölsche eingerichtet hatte, befindet sich jetzt in der Handschriftenabteilung der Universitätsbibliothek Breslau.

## Rezeption
Das Wirken der Künstlerkolonie Schreiberhau war nach 1945 so gut wie vergessen.
Mit der Gründung des Carl-und-Gerhart-Hauptmann-Hauses wird seit 1995 im polnischen Szklarska Poręba an die deutsche Künstlerkolonie erinnert. Der Museums-, Forschungs- und Publikationstätigkeit des polnischen Kunsthistorikers Przemysław Wiater (1958–2020) ist es namentlich zu verdanken, dass das kulturelle Erbe der Künstlerkolonie Schreiberhau vor Ort wieder mehr ins Bewusstsein rückte.
Erst in neuerer Zeit wurde auch in Deutschland durch Ausstellungen an die Künstlerkolonie wieder erinnert. So veranstaltete die Gemäldegalerie Dachau von November 2008 bis März 2009 eine Ausstellung von Bildern der ehemaligen Künstlerkolonie Schreiberhau im Riesengebirge.
Die Ausstellung zeigte über fünfzig Werke der Malerei sowie Grafiken und Skulpturen. In der Mitte des Raumes wurden in Vitrinen die Erstausgaben der literarischen Werke von Carl und Gerhart Hauptmann gezeigt und damit auf die Verbindung der Bildenden Künstler mit den Schriftstellern verwiesen. Gezeigt wurden auch Arbeiten von mit der Künstlerkolonie Schreiberhau verbundenen Künstlern: Bilder von Max Wislicenus und Wandteppiche seiner Frau Wanda Bibrowicz, außerdem Werke von den Pionieren der Landschaftsmalerei im Riesengebirge Carl Ernst Morgenstern und Adolf Dressler sowie dessen Schülerin Gertrud Staats (1859–1938).
Eine weitere Ausstellung fand im Jahr 2011 unter dem Titel „Das Riesegebirge in der Malerei“ im Haus Schlesien in Königswinter statt. Gezeigt wurden Werke von Adolf Dressler, seinem Schüler Georg Müller-Breslau (1856–1911), Carl Ernst Morgenstern, Alfred Nickisch, Hans Oberländer und Franz von Jackowski.
In der Ausstellung Zauroczeni Karkonoszami. Malarstwo pejzażowe do 1945 roku (Begeistert vom Riesengebirge - Landschaftsmalerei bis 1945), die im Jahr 2020 im Riesengebirgsmuseum Hirschberg stattfand, wurden etwa 90 Kunstwerke aus dem Fundus dieses Museums gezeigt. Zahlreich vertreten waren dabei die bekanntesten Mitglieder der „Vereinigung bildender Künstler St. Lukas“ in Schreiberhau.
Die Ausstellung „Inspiration Riesengebirge“ über Landschaftsmalerei fand 2021/22 im Schlesischen Museum Görlitz statt.

## Mitglieder der Künstlerkolonie und der Malergilde St. Lukas
Zur Künstlerkolonie werden folgende Personen gezählt: Carl und Gerhart Hauptmann, Wilhelm Bölsche, Bruno Wille, Hanns und Hannah Fechner, Anna Teichmüller, John Henry Mackays, Georg Wichmann, Alfred Koeppen, Werner Sombart, Hans von Hülsen, Bernhard und Alfred Wilm, Paul Aust, Friedrich Iwan, Erich Fuchs, Franz Metzner, Willi Oltmanns, Alfred Nickisch, Werner Knips-Hasse, Georg und Sabine Reicke, Felix und Lili Deutsch, die Schriftstellerin Ruth Storm (1905–1993) und Hermann Hendrich.
Im Jahr 1922 wurde auf Anregung von Hanns Fechner die „Vereinigung bildender Künstler St. Lukas“ in Schreiberhau gegründet. Zu den Gründungsmitgliedern zählten: Architekt Franz E. Schumann und die Maler Paul Aust, Arnold Busch, Alfred Nikisch, Werner Fechner, Franz von Jackowski, Hans Emil Oberländer, Herman van Rietschoten (1883–1962), Ludwig Schmidbauer (1890–1974), Sidonie Springer (1878–1937), Arthur Wasner und der Glaskünstler Alexander Pfohl. Später kamen noch Herbert Martin Hübner (1902–1991), Friedrich Iwan (1889–1967), Artur Ressel (1896–1966), Michael Uhlig (1896–1966), Hans Zimbal und die Bildhauer Cirillo Dell’Antonio und Oskar Wache (1892–1980) hinzu, so dass die Künstlergilde aus 12 bis 14 Malern und zwei Bildhauern bestand.
Als Ehrenmitglieder wurden Gerhart Hauptmann und Hermann Stehr aufgenommen.
Anmerkung: VbK-StL = Mitglied in der „Vereinigung bildender Künstler St. Lukas“
- Paul Aust (VbK-StL ab 1922)
- Helmut Benna (Bildhauer)
- Wanda Bibrowicz
- Wilhelm Bölsche
- Arnold Busch (VbK-StL ab 1922)
- Cirillo Dell’Antonio (VbK-StL)
- Hanns Fechner (VbK-StL ab 1922)
- Werner Fechner (VbK-StL ab 1922)
- Erich Fuchs (VbK-StL)
- Carl Hauptmann
- Gerhart Hauptmann
- Hermann Hendrich
- Herbert Martin Hübner (VbK-StL)[6]
- Hans von Hülsen (VbK-StL ab 1925)
- Friedrich Iwan (VbK-StL ab 1924)
- Franz von Jackowski (VbK-StL ab 1922)
- Alfred Koeppen (1869–1926)
- John Henry Mackay
- Franz Metzner
- Carl Ernst Morgenstern
- Alfred Nickisch (VbK-StL ab 1922)
- Hans Emil Oberländer (VbK-StL ab 1922)
- Willi Oltmanns (VbK-StL ab 1922)
- Alexander Pfohl (VbK-StL ab 1922)
- Artur Ressel (VbK-StL)
- Hermann van Rietschoten (VbK-StL ab 1922)[21]
- Fritz Rumpf (VbK-StL)
- Ludwig Schmidbauer (VbK-StL ab 1922)
- Sidonie Springer (VbK-StL ab 1922)
- Hermann Stehr
- Ruth Storm[22]
- Anna Teichmüller
- Michael Uhlig (VbK-StL)[6]
- Oskar Wache (VbK-StL)
- Arthur Wasner (VbK-StL ab 1922)
- Paul Weimann
- Georg Wichmann (VbK-StL ab 1922)
- Bruno Wille
- Hans Zimbal (VbK-StL)

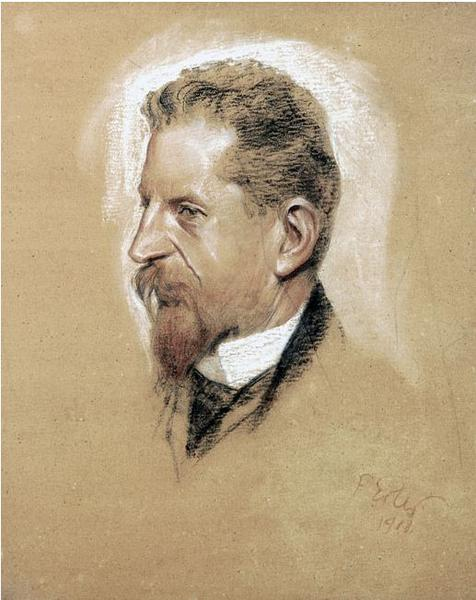
Carl Hauptmann
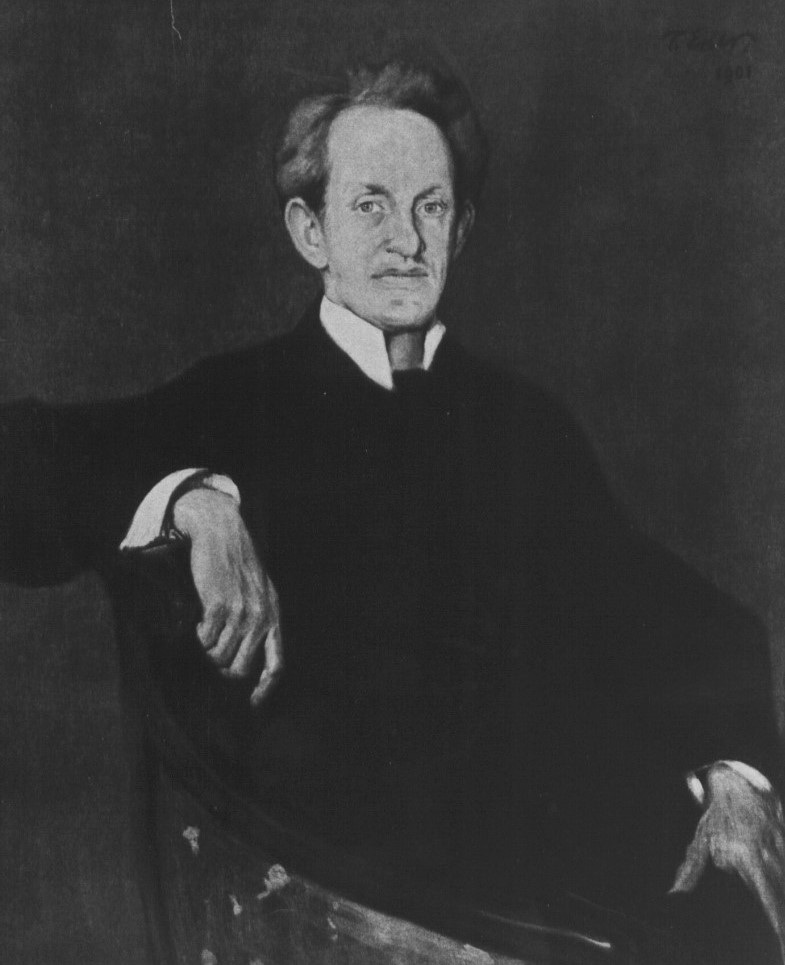
Gerhart Hauptmann
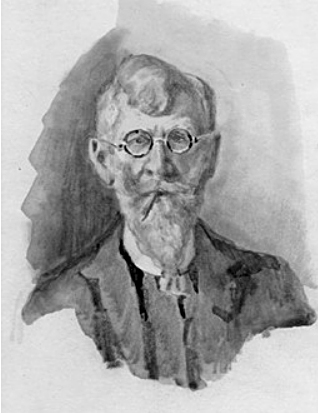
Paul Aust
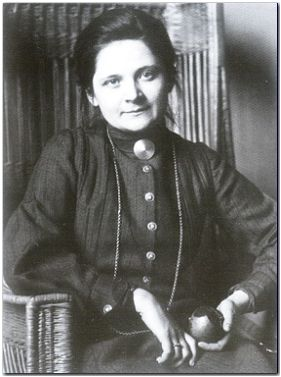
Wanda Bibrowicz
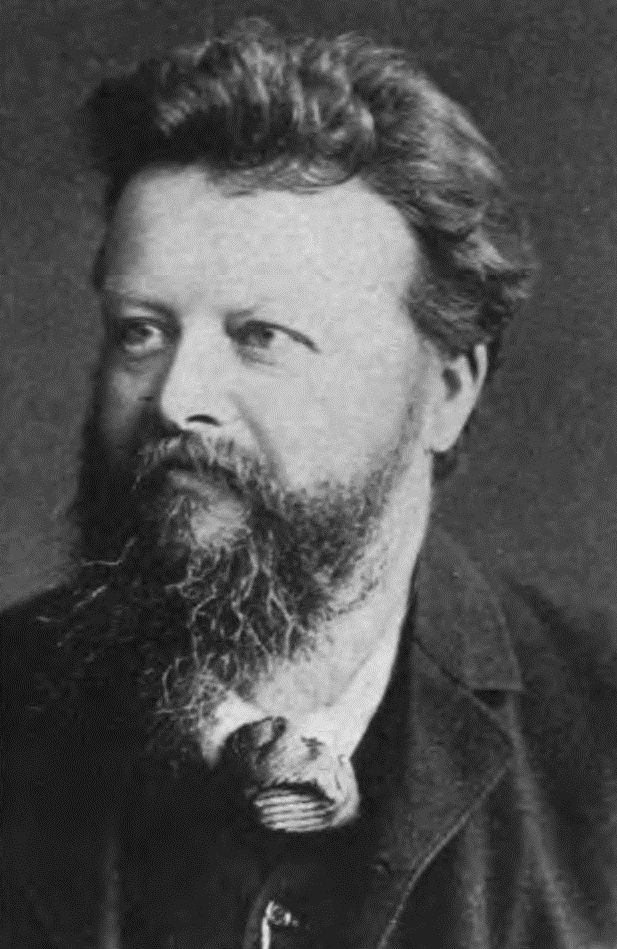
Wilhelm Bölsche
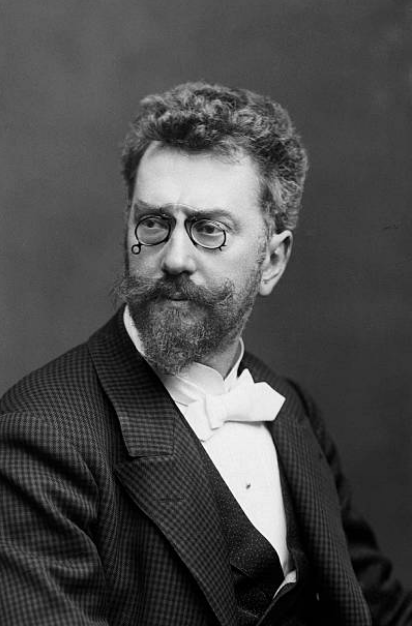
Hanns Fechner
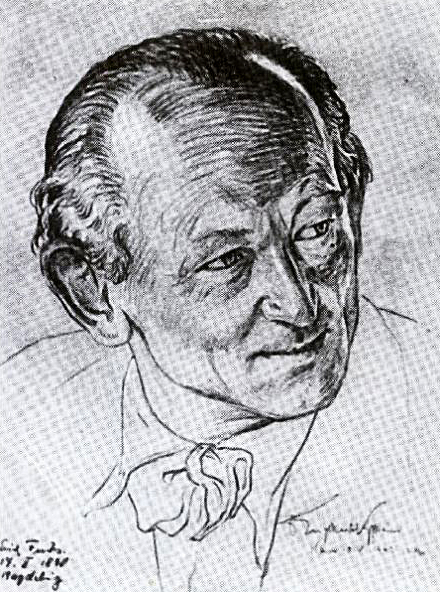
Erich Fuchs
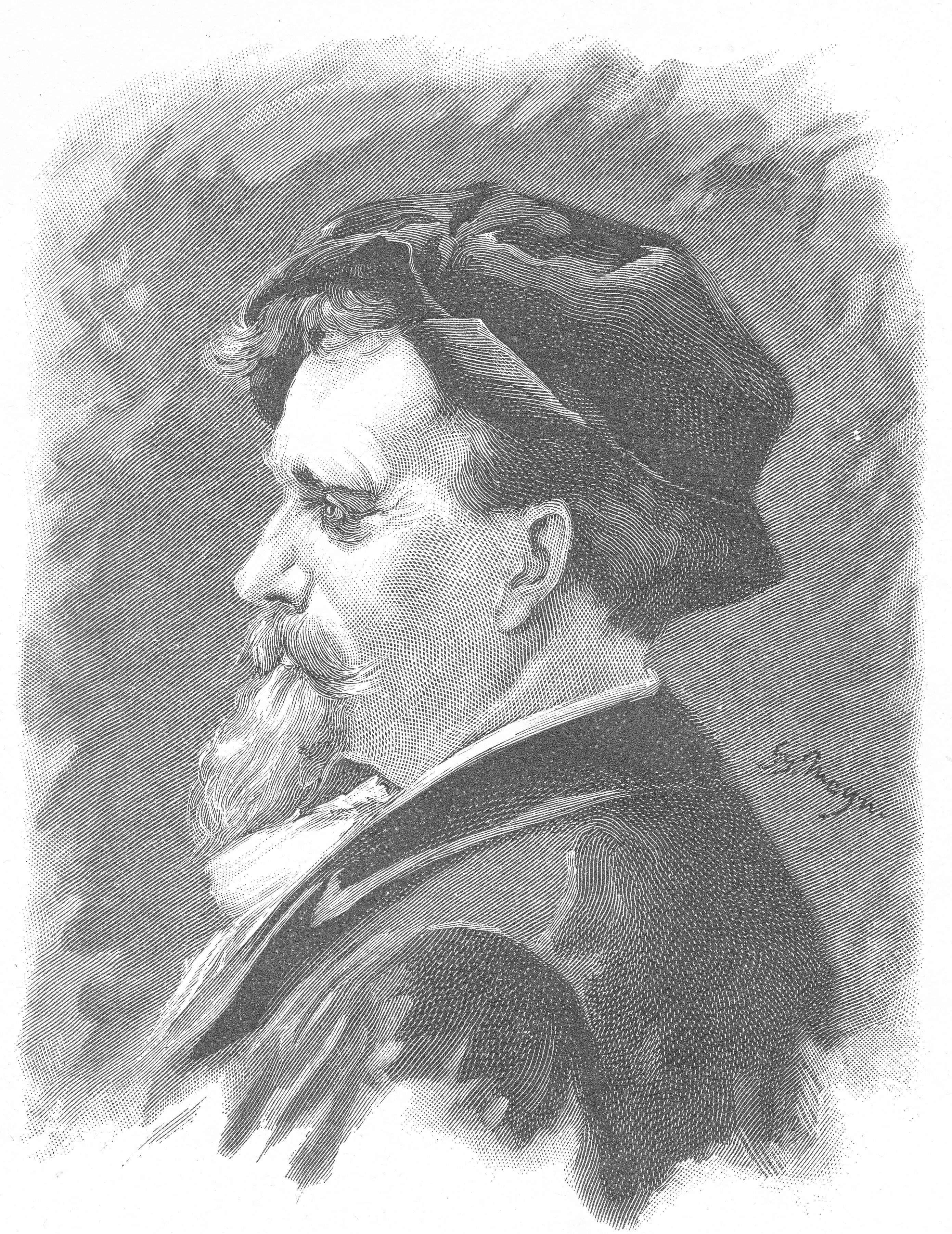
Hermann Hendrich
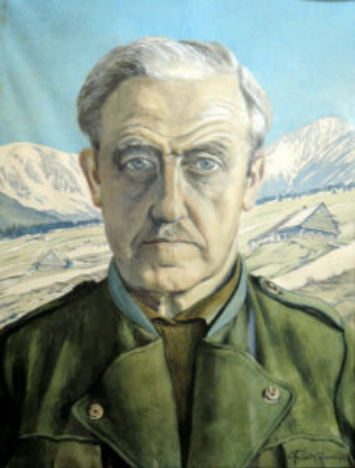
Friedrich Iwan
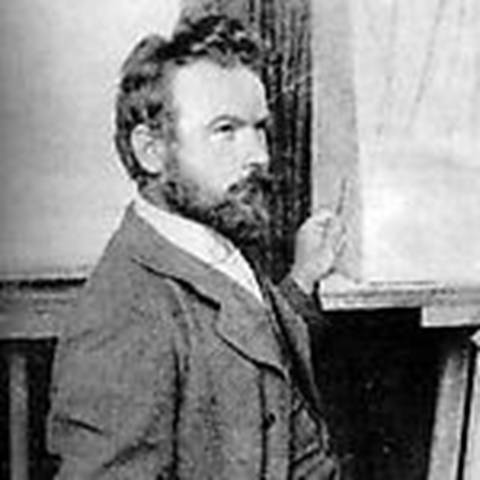
Franz Metzner
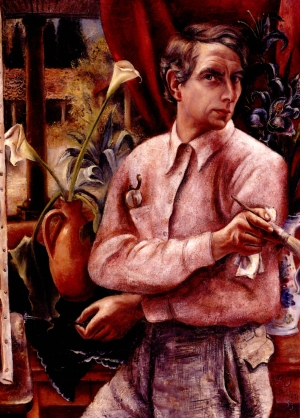
Hans Emil Oberländer
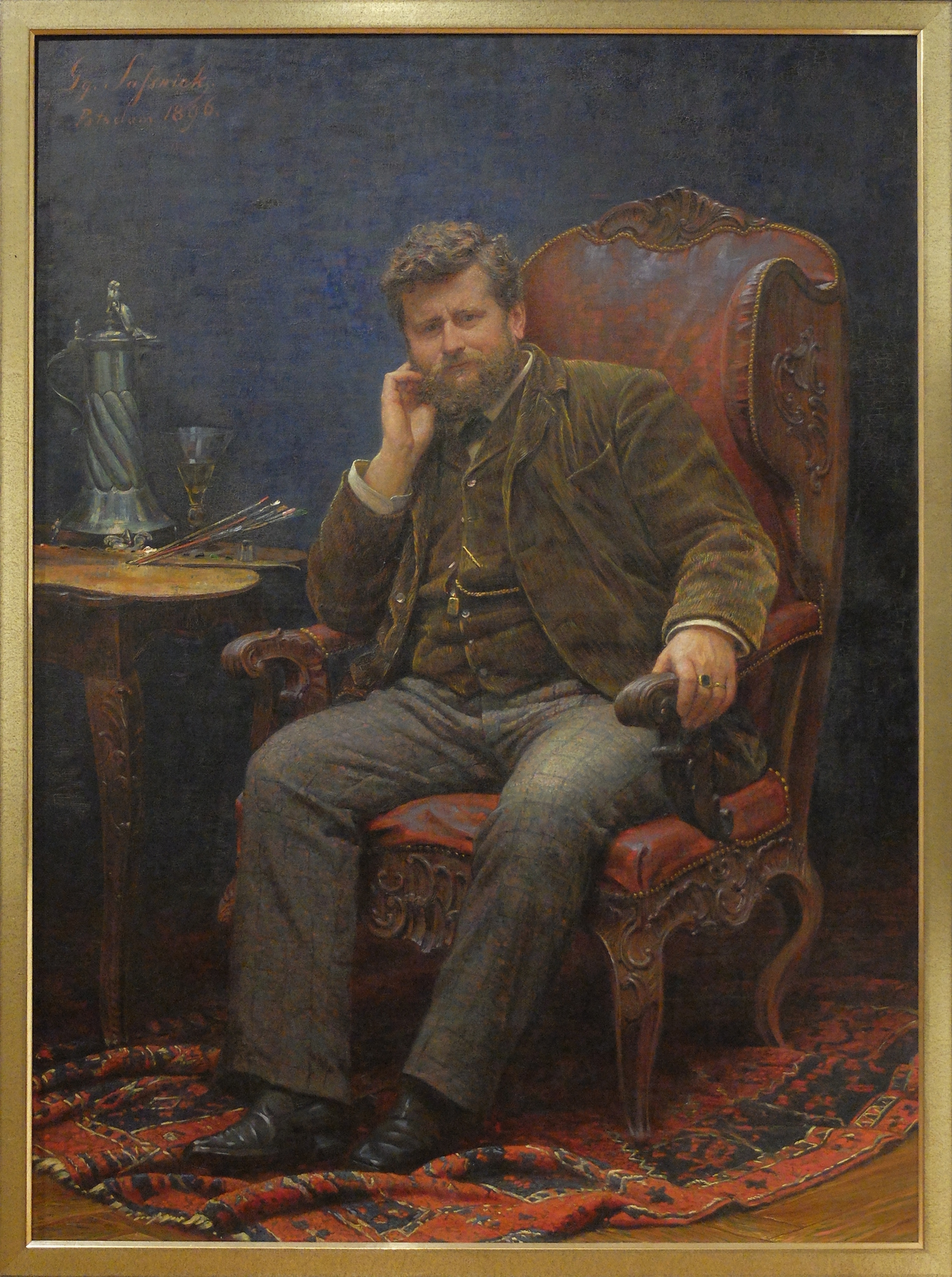
Fritz Rumpf
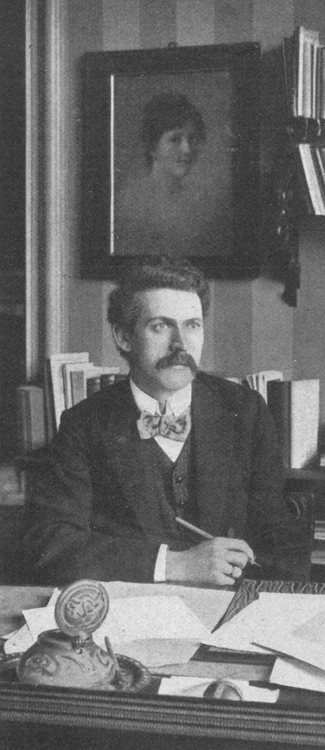
Georg Reicke
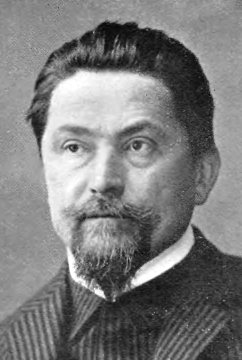
Hermann Stehr
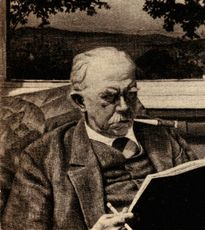
Paul Weimann
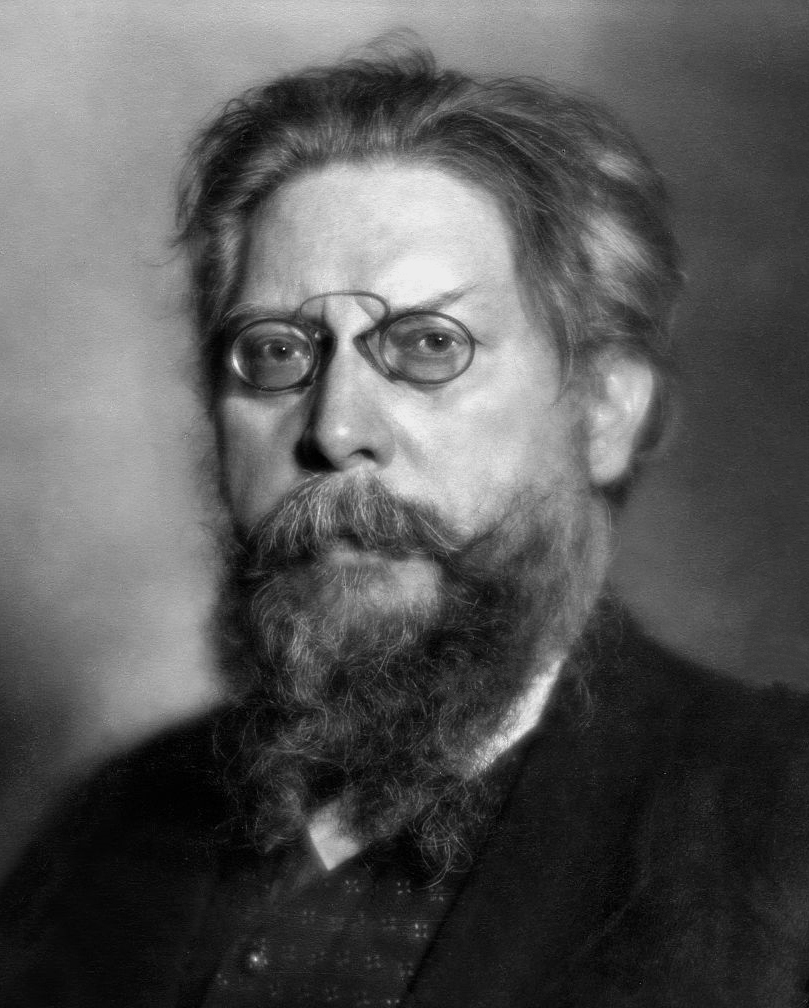
Bruno Wille
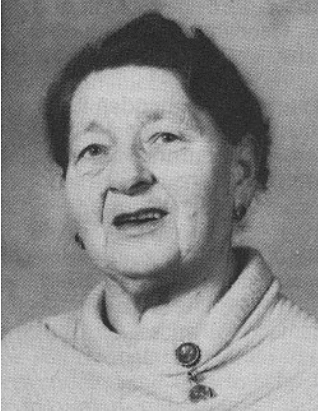
Ruth Storm